# Poncho blanco
Poncho blanco  es una película argentina en blanco y negro dirigida por Francisco Pablo Donadío sobre guion de Ricardo Hicken que se estrenó el 12 de agosto de 1936 y que tuvo como protagonistas a José Otal y Luisa Vehil.

## Sinopsis
Una maestra que se recluyó en un pequeño pueblo por una falta cometida es acosada por el comisario.

## Reparto
- Juan Bono
- Ida Delmas
- César Fiaschi
- José Otal
- Benita Puértolas
- Luisa Vehil
- Héctor Puval
- Lucha Sosa